# Relaciones Chile-Papúa Nueva Guinea
Las relaciones Chile-Papúa Nueva Guinea son las relaciones internacionales entre la República de Chile y el Estado Independiente de Papúa Nueva Guinea.

## Historia

### sigloXX
Las relaciones diplomáticas entre Chile y Papúa Nueva Guinea fueron establecidas el 19 de agosto de 1976.

### sigloXXI
En noviembre de 2018, el presidente chileno Sebastián Piñera visitó Port Moresby, en el marco de la Cumbre APEC 2018, ocasión en que se reunió con el primer ministro de Papúa Nueva Guinea, Peter O'Neil, a quien le entregó un moái tallado en madera.

## Relaciones comerciales
En 2022, el intercambio comercial entre ambos países era muy marginal, constando únicamente de exportaciones de maíz de Chile a Papúa Nueva Guinea.

## Misiones diplomáticas
- Chile La embajada de Chile en Australia concurre con representación diplomática a Papúa Nueva Guinea.[4]
- Papúa Nueva Guinea La Misión Permanente de Papúa Nueva Guinea ante las Naciones Unidas en Nueva York concurre con representación diplomática a Chile.[4]